# Vimmelskaftet (København)
 For alternative betydninger, se Vimmelskaftet. (Se også artikler, som begynder med Vimmelskaftet)
Vimmelskaftet er en gade i Indre By i København. Den er en del af Strøget og ligger mellem Nygade og Amagertorv.
I den originale udgave af brætspillet Matador udgjorde Vimmelskaftet sammen med Amagertorv og Nygade den gule serie.

## Historie
Vimmelskaft er en gammel betegnelse for et borsving. Baggrunden for gadens navn er netop, at denne gade, der oprindeligt hed Købmannegade og senere Ty(d)skemannegade (kendt fra det 14. århundrede), sammen med de to gader Klædeboderne (nu Skindergade) og Skoboderne (nu Skoubogade) tilsammen dannede en figur, der kunne ligne et borsving. Første gang, man kender navnet Vimmelskaftet, er i 1597; men først fra 1689 er navnet permanent. Gadeløbet langs med Helligåndskirken hed oprindelig Fiskegade, da der den gang var fisketorv på den nærmeste del af Amagertorv. 
Navnet Ty(d)skemannegade stammer angiveligt fra, at en del tyskere, primært købmænd, slog sig ned i denne gade og medbragte byggestilen med de mange gavlhuse. Senere i middelalderen var gaden hjemsted for alskens håndværkere, ofte ansat under kronen eller under magistratet. Man kunne finde mange boder mod vejen fra disse håndværkere. Desuden lå mange af byens bedre værtshuse og herberger her.

## Enkelthuse
- Nr 47 Her lå Café Bernina på mezzaninen på hjørnet af Badstuestræde, og blev et rent stamsted for kulturpersonligheder som Ove Rode, Strindberg, Hamsun, Sophus Schandorph, L.A. Ring og Holger Drachmann. [5]

- Nr 49 Her på hjørnet af Knabrostræde flyttede Grundtvig ind på 2. sal i april 1840 med sin familie, og blev boende til april 1850. [6] Under martsrevolutionen så han fra sine vinduer byens borgere strømme ned mod Christiansborg med krav om en forfatning og et nyt, liberalt ministerium. For Grundtvig fortonede det sig som rene pøbeloptøjer; men snart ændrede han mening og blev en af demokratiets mest glødende talsmænd. [7]